# Heinz Teuchert
Heinz Teuchert (* 2. Februar 1914 in Königsberg (Preußen); † 4. Mai 1998) war ein deutscher Gitarrist, Lautenist, Herausgeber und Hochschullehrer.

## Leben

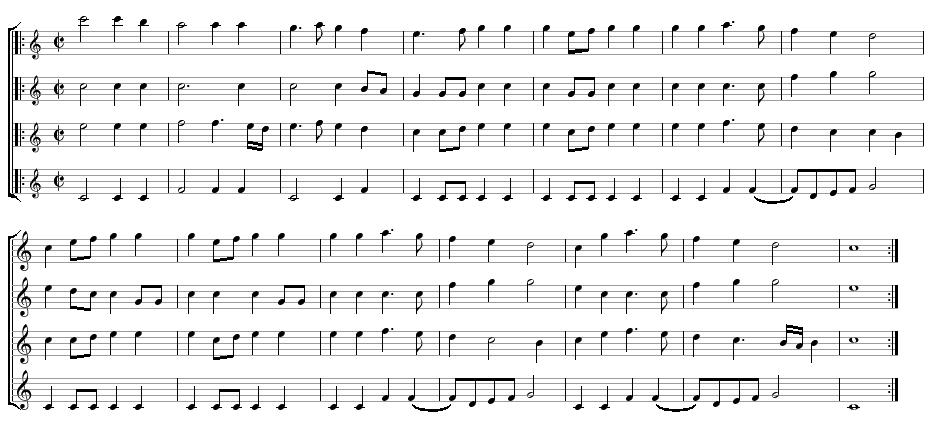
Pavane (1530) von Pierre Attaingnant: Herausgegeben von Heinz Teuchert im Musikverlag Hermann Schmidt

Teuchert studierte Violine, Gitarre, Renaissancelaute und Musiktheorie. Seine Gitarrenausbildung absolvierte er unter anderem bei O. Leo und Heinrich Albert. Er arbeitete lange Zeit als Dozent für Gitarre an der Hochschule für Musik und an Dr. Hoch’s Konservatorium in Frankfurt am Main. Heinz Teuchert war Leiter des von ihm gegründeten Lautenensembles „Frankfurter Lautenkreis“.
Bekannt wurde Heinz Teuchert durch seine Gitarren-Schulen und Bearbeitungen von Lauten- und Gitarrenmusik, die von den Musikverlagen H. Schmidt und G. Ricordi & Co. herausgegeben wurden. Teuchert gab bei Ricordi auch die Reihen Die Sologitarre und Europäische Gitarren- und Lautenmusik heraus. Aufnahmen seiner Konzerte mit Lautenmusik des Barocks erschienen bei der Firma „Quadriga-Ton“ in Frankfurt (Main) auf Schallplatte.
Sein Sohn Michael (12. November 1948 – 29. Oktober 2023) lernte ab seinem vierten Lebensjahr bei ihm Gitarre, machte seinen Diplomabschluss an Dr. Hoch’s Konservatorium und an der Hochschule für Musik  in Frankfurt am Main. Danach war er Dozent an beiden Einrichtungen und bildete ab 1971 mit Olaf Van Gonnissen das „Frankfurter Gitarrenduo“, das weltweit konzertierte.

## Veröffentlichungen (Auswahl)
- Gitarren-Schule. 2 Bände. Musikverlag Hermann Schmidt, Frankfurt am Main (= HS. Band 96).
- Grifftabelle für Gitarre. (250 Griffbilder für Konzert- und Schlaggitarre) Musikverlag Hermann Schmidt, Frankfurt am Main (= HS. Band 74).
- als Hrsg.: 30 ausgewählte Stücke für Gitarre solo. Musikverlag Hermann Schmidt, Frankfurt am Main 1958 (= Schmidt. Nr. 75).
- als Hrsg.: Der Lautenkreis. Musizierhefte für das Zusammenspiel. Musikverlag Hemann Schmidt, Frankfurt am Main (= HS. Band 501 ff.)
- Volkslieder für Gitarre-Solospiel. (38 Volksliedmelodien, bearbeitet von Heinz Teucher) Musikverlag Hermann Schmidt, Frankfurt am Main (= HS. Band 76).
- Gitarrentrio von Joseph Haydn.
- als Hrsg.: Spielbuch für Gitarren-Duo. (31 Spielstücke) Musikverlag Hermann Schmidt, Frankfurt am Main (= HS. Band 77).
- Spielbuch für 3 Gitarren.
- Lied und Gitarre. 2 Bände. Musikverlag Hermann Schmidt, Frankfurt am Main (= HS. Band 97–98).
- Gitarrenmusik alter Meister.
- als Hrsg.: Die Sologitarre. Ausgewählte Vortragsstücke. Musikverlag Hermann Schmidt, Frankfurt am Main (= Schmidt. Nr. 300–309).
- als Hrsg.: Meine ersten Gitarrenstücke. 4 Hefte (Meister der Klassik, Meister des Barock, Meister der Renaissance). In deutscher, englischer und italienischer Sprache. G. Ricordi & Co. Bühnen- und Musikverlag, München 1971, ISBN 3-931788-33-4 (= Ricordi. Sy. 2199–2202).